# Tocqueville-en-Caux
Tocqueville-en-Caux é uma comuna francesa na região administrativa da Normandia, no departamento de Sena Marítimo. Estende-se por uma área de 3,13 km². Em 2010 a comuna tinha 132 habitantes (densidade: 42,2 hab./km²).